# Japán Birodalmi Hadsereg
A Japán Birodalmi Hadsereg (japánul: 大日本帝國陸軍, Dai-Nippon Teikoku Rikugun) a Japán Birodalom szárazföldi fegyveres ereje volt 1867 és 1945 között. A hadsereget a Császári Főparancsnokság és a Japán Hadügyminisztérium igazgatta.

## Története
A Japán Birodalmi Hadsereget azzal a céllal hozták létre, hogy felváltsa a korábbi szamurájokat, és modern, európai mintájú sorozott hadserege legyen az országnak. Létrehozása a Meidzsi-reformok ideje alatt indult el, amely a Tokugava sógunok (bakufu) uralmának vége után, a Meidzsi-restaurációval kezdődött el.
A Japán Birodalmi Hadsereget kezdetben amerikai támogatással, később francia, végül német tanácsadók segítségével fejlesztették. Végül a legmodernebb hadsereggé vált Ázsiában: jól képzett, jól felszerelt volt és magas fegyelemmel büszkélkedhetett. Mindazonáltal viszonylag kisebb tüzérséggel, kevesebb harckocsival és más páncélozott járművel rendelkezett, mint az európai országok. Japánnak nem volt független légiereje, ezért a hadsereg hozzálátott erős légierő kialakításához. Az 1930-as évekre a japán hadsereg légiereje modern, az országban gyártott repülőgépekkel volt felszerelve, elsődleges feladata a földi hadműveletek harcászati támogatása.

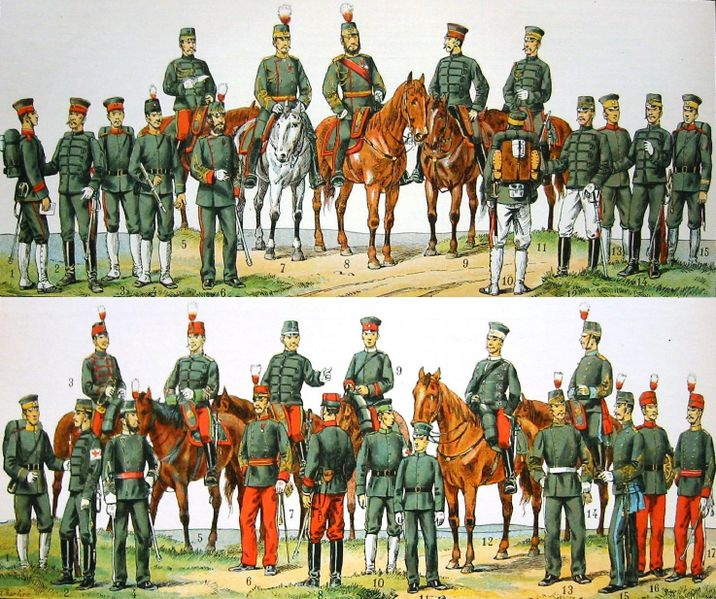
A Császári Japán Hadsereg 1900-ban

A Birodalmi Hadsereg harcolt az első kínai–japán háborúban (1894 – 1895), Tajvan megszállásakor 1895-ben, az orosz–japán háborúban 1905-ben, Korea megszállásakor 1910-ben, a német terület, Csingtao birtokbavételekor az első világháború alatt, Mandzsúria megszállásakor 1931-ben és a második kínai–japán háborúban (1937 – 1945). Fő eszközeként szolgált a japán császárság agresszív terjeszkedésében Kelet–Ázsiában a második világháború alatt. Végül a Szövetséges Erők 1945 szeptemberében feloszlatták, később a Japán Önvédelmi Erők lépett a helyébe.
A japán hadsereg egészen a II. világháború végéig hírhedt volt fanatizmusáról, a hadifoglyokkal és civilekkel szembeni brutalitásáról. Miután Japán 1945 nyarán megadta magát, a hadsereg sok tisztjét bíróság elé állították és megbüntették a számos atrocitásért és háborús bűnért.

## Ideológia

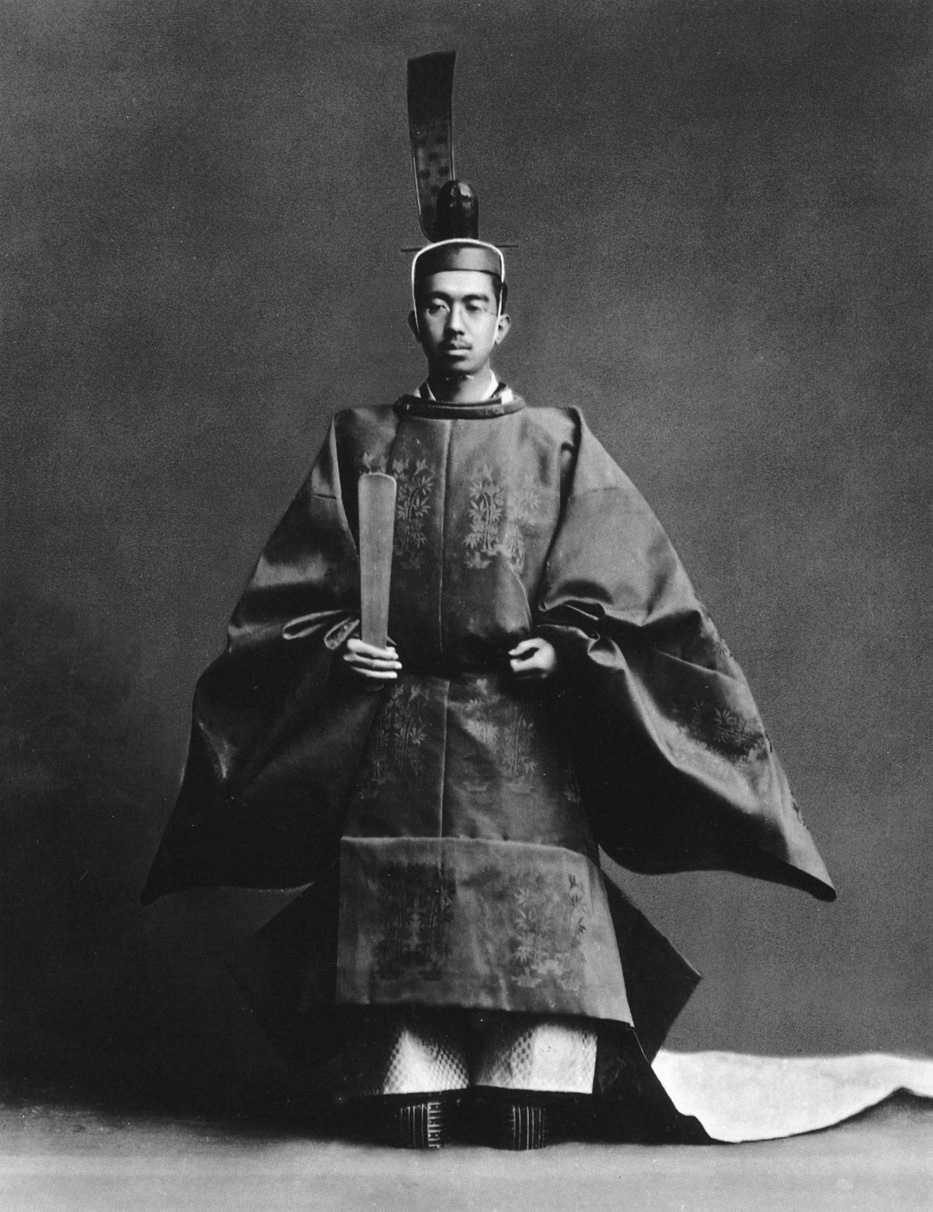
Hirohito császár

A japán nacionalizmus egyet jelentett azzal, hogy egy gazdag országnak erős a hadserege, és a hadsereg erre az évszázados hagyományra épült. A japán haderőben harcolni egyet jelentett a császárnak tett szolgálattal. Minden katona úgy hitte, hogy nagy megtiszteltetés a császárért meghalni – mint a szamurájok, akik inkább meghaltak, de nem hoztak szégyent az uraikra –, és ez mélyen beivódott a katonai kultúrába.
A Jamato damasii, az ősi japán szellem a katonák számára a halál előtti becsületszerzést, és a végsőkig való harcot diktálta. Neveltetésük szerint ha valakit elfogtak, vagy gyáván viselkedett, a családjára és a hazájára hozott szégyent. A császár katonái harc vagy támadás előtt gyakran kiáltották ’banzáj’-t, mellyel a nemes eszméiket éltették. A harcosoknak szóló „Busidó kódex” részletezte a követendő viselkedési normákat, például megtiltotta a fogságba esést.
A császár hatalma csak névleges volt, az igazi hatalom a bürokraták kezében volt. Bár elméletileg a Császár volt a hadsereg főparancsnoka, gyakorlatilag bármivel egyetértett, amiben a kormány kikérte a véleményét. A Japán Birodalmi Hadsereg fennállása során csak két császárnak volt főparancsnoki rangja: Taisónak és Sóvának. Ünnepélyes alkalmakkor a császár főparancsnoki egyenruhát hordott, és a díszelgő alakulatok tisztelegtek neki megjelenésekor.
A kormány csak akkor tudta mozgósítani a hadsereget, ha a kormányban levő minden miniszter egyhangúlag megegyezett, és a császár is jóváhagyta, hogy végrehajtsák a mozgósítást. A császárnak jelen kellett lennie minden hivatalos kormányülésen, hogy a döntések jogerősek legyenek, így végighallgatta a miniszterek javaslatait, érveit. Japán szimbólumává vált, hogy a miniszterek beleszólhattak az ország irányításába, a miniszterek kéréseit a császár rendeletként alkalmaztatta.

## A császár különleges joga
A császári tanács ritka pillanataiban, amikor a kormány miniszterei nem tudtak egyetérteni, és a miniszterek szavazataival sincs egyhangú többség, a miniszterek kikérték a császár véleményét. Ilyenkor az ő véleménye többet nyomott a latba, de erre csak a fontos döntésekkor került sor és a miniszterek mutatták be a választási lehetőségeket.
A második világháború alatt a japán kormány használta Hirohito azon különleges jogát, hogy befejezzék a háborút. 1945-ben a kormány végrehajtotta a császár rendeletét, és Hirohito először és utoljára előre felvett beszédét egész Japánban sugározták a rádióközvetítések, amikor főparancsnokként betöltött utolsó szerepeként bejelentette Japán kapitulációját.

## A hadsereg létszáma
- 1870 – 12 000 emberből állt
- 1885 – 7 hadosztályból állt, köztük a Császári Őrség hadosztálya
- Az 1900-as évek elején a Birodalmi Hadsereg 12 hadosztályból és számos más egységből állt. Ezek a következők:
  - 380 000 aktív szolgálatos és az 1. tartalékos osztály – az előbbi A és B(1) besorozott hadosztályokból álltak, 2 év múlva aktív szolgálat 17 és fél év elkötelezettség
  - 50 000 ember a 2. tartalékosos osztály – ugyanaz, mint az előző, de B(2) besorozott hadosztályból állt.
  - 220 000 fős Nemzeti Gárda
    - 1. Nemzeti Gárda – 37 – 40 éves emberek az 1. tartalékos hadosztályból
    - 2. Nemzeti Gárda – képzetlen 20 éves és több mint 40 éves edzett tartalékosok

  - 4 250 000 rendelkezésre álló férfi a szolgálathoz és a mozgósításhoz.
- 1934 – a hadsereget 17 hadosztályra növelték
- 1940 – 376 000 aktív szolgálatos és 2 000 000 besorozott katona 31 hadosztályban
  - 2 hadosztály Japánban (a Császári Őrség és egy másik)
  - 2 hadosztály Koreában
  - 27 hadosztály Kínában és Mandzsúriában
- 1941 végén – 460 000 aktív szolgálatos 41 hadosztályban
  - 2 hadosztály Japánban és Koreában
  - 12 hadosztály Mandzsúriában
  - 27 hadosztály Kínában
- 1945
  - 145 hadosztály (köztük 3 a Császári Őrség), plusz számos egyedi egységek, több mint 5 000 000 emberrel (köztük a Japán Császári Légierő)
- Japán Védelmi Erők 1945-ben 55 hadosztályban 2 000 000 emberrel
- A hadsereg összlétszáma 1945 augusztusában: 6 095 000 fő

### Fegyvergyárak
A japán hadsereg különféle fegyvergyárakat is igazgatott:
- Japán Hadsereg Szagami fegyvergyára – Mitsubishi által fejlesztett és gyártott tankok
- Japán Hadsereg Szaszebo fegyvergyára – Mitsubishi által gyártott tankok
- Japán Hadsereg Heidzso fegyvergyára – Nambu által gyártott kézi-, és gyalogsági fegyverek
- Japán Hadsereg Mukden fegyvergyára – Nambu által gyártott gyalogsági fegyverek
- Japán Hadsereg Tacsikava fegyvergyára – fejlesztésre és gyártásra ajánlott repülőgépek a Japán Császári Légierő számára

## Veszteségek
A Japán Birodalmi Hadsereg fennállása alatt 1 700 000 katona vesztette életét, tűnt el vagy került fogságba.
- A II. világháború veszteségei:
  - Fegyveres erők: 2 556 000 fő (ideszámítva a nem harc közben elhunytakat is), plusz 672 000 civil áldozat
  - 1 506 000 fő harc közben elesett
  - 810 000 fő bevetés közben eltűnt/hadifogságba került